# Els Arcs
El Paraje natural municipal Els Arcs, con una superficie de 401,33 ha, está situado en el término municipal de Castell de Castells en la Provincia de Alicante (Comunidad Valenciana, España).
En el ámbito de la Sierra de la Serrella, geológicamente pertenece a los relieves del sistema prebético. Fue declarado Paraje Natural Municipal por Acuerdo del Consell de la Generalidad Valenciana de fecha 17 de marzo de 2005.

## Características físicas
Se trata de un territorio caracterizado por su accidentada orografía, con montañas que alcanzan altitudes superiores a los 1300 m s. n. m. entre las que se disponen profundos valles que descienden vertiginosamente hacia la cercana costa. En este contexto, el ámbito del paraje tiene su cota máxima en la Penya de l'Hedra, con 1.110 m s. n. m. de altitud, mientras que la cota mínima no baja de los 600 m s. n. m. y se situaría en la zona más septentrional del mismo.

## Paisaje
La acción del agua de lluvia sobre las rocas calcáreas que conforma los relieves ha dado origen a caprichosas formas, que conforman un atractivo paisaje. El nombre de Els Arcs deriva precisamente de la forma de arco que adoptan unas formaciones rocosas existentes en el paraje. El atractivo paisajístico del entorno puede considerarse como de primer orden, con relieves elevados de apariencia casi alpina, y con los profundos cauces de las ramblas que en época de lluvias ofrecen el impresionante espectáculo de las aguas torrenciales. Los puntos altos ofrecen al caminante que se atreve a alcanzarlos unas panorámicas vertiginosas de montañas y valles, con el Mediterráneo como decorado de fondo, enmarcando el conjunto.

## Flora
Cuenta con pequeños bosquetes de carrasca, en los que se intercalan algunos ejemplares de arce, fresno y roble valenciano, acompañados por el cortejo florístico característico de estos bosques. Sin embargo, las formaciones arbóreas predominantes en la actualidad son los pinares de pino carrasco, cuyas mejores masas se sitúan en las cotas más altas del paraje. También merecen destacarse por su interés las comunidades vegetales de los roquedos y paredones de la zona, que cuentan con especies de alto valor para la conservación.

## Fauna
Respecto a la fauna cabe destacar la presencia en la zona de especies de gran interés, entre las que se cuentan rapaces como el águila perdicera, el águila real, el halcón peregrino y el búho real; reptiles como la culebra bastarda, el lagarto ocelado o la víbora hocicuda y mamíferos como la garduña.